# Kompozycja (postprodukcja)
Kompozycja (komponowanie, compositing) – przeprowadzany w fazie postprodukcji proces łączenia pojedynczych warstw obrazu w jedną całość. Łączone ze sobą warstwy obrazu mogą być materiałem filmowym z kamery filmowej, animacją komputerową lub statycznymi obrazami. Nakładanie na siebie kolejnych warstw możliwe jest dzięki ich częściowej przezroczystości.